# Willem II
A Willem II egy holland labdarúgócsapat Tilburg városában, 1896. augusztus 12-én Tilburgiaként alapították. 1898. január 12-én a klubot II. Vilmos holland király után átkeresztelték  Willem II-re.

## Története
A klubnak sok híres játékosa volt, mint például Jaap Stam és Sami Hyypiä. A klubmez piros-fehér-kék függőleges csíkokból áll, amelyet Hollandia zászlóinak a színei ihlettek. Willem II a hazai mérkőzéseit a Willem II Stadionban játssza. Az új stadionnak, amit 1995. május 31-én nyitottak meg 14 700 néző a kapacitása. Az átlagos látogatottság 2004/05-ben 12 500 ember volt. 
Willem II három nemzeti címet nyert (1916, 1952 és 1955-ben) kétszer nemzeti kupát (1944 és 1963-ban). 1987-ben, 1990-ben és 1999-ben, Willem II-t Hollandiában az év csapatának választották meg.

## Eredmények
| 17# |

| 1^ |

| 16 |

| 8 |

| 10 |

| 8 |

| 15# |

| 10 |

| 1^ |

| 10 |

| 18# |

| 4 |

| 14 |

| 6 |

| 14 |

| 15 |

| 14 |

| 18 |

| 14 |

| 9 |

| 11 |

| 7 |

| 3^ |

| 8 |

| 10 |

| 14 |

| 14 |

| 17# |

| 8 |

| 4 |

| 2^ |

| 4 |

| 15 |

| 13 |

| 11 |

| 12 |

| 10 |

| 8 |

| 7 |

| 12 |

| 15 |

| 5 |

| 2 |

| 9 |

| 8 |

| 11 |

| 11 |

| 7 |

| 10 |

| 17 |

| 15 |

| 15 |

| 12 |

| 17 |

| 18# |

| 5^ |

| 18# |

| 1^ |

| 9 |

| Eredivisie* |

| Eerste Divisie |

| Eredivisie* |

| Eerste Divisie |

## Eredményei
- Eredivisie
  - Győztes (3):  1916, 1952, 1955
- Eerste Divisie
  - Győztes (2):  1957, 1965
- KNVB Cup
  - Győztes (2):  1944, 1963

## Játékosai
| #  |                  | Poszt | Név                                 |
| -- | ---------------- | ----- | ----------------------------------- |
| 1  | hollandia        | K     | Maikel Aerts (csapatkapitány)       |
| 2  | hollandia        | V     | Jens Janse                          |
| 3  | hollandia        | V     | Danny Schenkel                      |
| 4  | hollandia        | V     | Arjan Swinkels                      |
| 5  | brazília         | V     | Léo Veloso                          |
| 6  | hollandia        | KP    | Danny Mathijssen                    |
| 7  | Holland Antillák | KP    | Boy Deul                            |
| 8  | hollandia        | KP    | Kiki Musampa                        |
| 9  | hollandia        | CS    | Frank Demouge                       |
| 10 | marokkó          | KP    | Saïd Boutahar                       |
| 11 | svédország       | CS    | George Mourad                       |
| 14 | belgium          | KP    | Mohamed Messoudi                    |
| 15 | hollandia        | V     | Rens van Eijden (kölcsön a PSV-től) |
| 16 | hollandia        | K     | Oscar Moens                         |

| #  |                  | Poszt | Név                                  |
| -- | ---------------- | ----- | ------------------------------------ |
| 17 | hollandia        | CS    | Sergio Zijler                        |
| 18 | hollandia        | KP    | Paul Quasten                         |
| 19 | hollandia        | CS    | Ibad Muhamadu                        |
| 20 | hollandia        | KP    | Niels Vorthoren                      |
| 21 | hollandia        | V     | Daan van Dinter                      |
| 22 | Sierra Leone     | V     | Ibrahim Kargbo                       |
| 23 | hollandia        | KP    | Steef Nieuwendaal                    |
| 24 | Holland Antillák | V     | Angelo Martha                        |
| 25 | Holland Antillák | V     | Nuelson Wau                          |
| 26 | belgium          | K     | Bruno Appels                         |
| 27 | peru             | CS    | Reimond Manco (kölcsönben a PSV-től) |
| 30 | hollandia        | V     | Josimar Lima                         |
| 31 | belgium          | V     | Bart Biemans                         |
| 44 | hollandia        | CS    | Ronnie Reniers                       |

## Híres játékosok
| - Bud Brocken - Romano Denneboom - Jean-Paul van Gastel - Jack de Gier - Kew Jaliens - Ruben Kogeldans - Bert Konterman - Michel Kreek - John Lammers | - Denny Landzaat - Joris Mathijsen - Oscar Moens - Marc Overmars - Martijn Reuser - Jaap Stam - Mariano Bombarda - Tom Caluwé - Mousa Dembélé | - Tomáš Galásek - Sami Hyypiä - Joonas Kolkka - Mohamed Sylla - Adil Ramzi - Tarik Sektioui - Jimmy Calderwood - Scott Calderwood - Earnie Stewart - Kerekes Zsombor |

## Korábbi edzők
- Co Adriaanse
- Jimmy Calderwood
- Bert Jacobs
- Adrie Koster
- Robert Maaskant
- Hans Verèl
- Piet de Visser
- Hans Westerhof
- André Wetzel
- Mark Wotte
- Kees Zwamborn
- Andries Jonker

## Weboldalak
- Hivatalos weboldal